# Meniscomorpha maculiceps
Meniscomorpha maculiceps là một loài tò vò trong họ Ichneumonidae.